# 功夫滑仔
《功夫滑仔》為SCE日本工作室開發，索尼電腦娛樂發行的動作冒險遊戲，PlayStation 3平台獨佔。分別在2010年9月15日於香港及台灣、9月17日於歐洲及北美、10月21日於日本發行。

## 概要
遊戲以香港市區街道作為背景，內容講述私家偵探飛仔（Toby）因為查案而被黑幫追打，玩家需要利用PlayStation Move來控制飛仔或者他的助手家玲（Karin），在辦公室椅子或其他有輪子的器具上滑行，以功夫來避開黑幫的攻擊以及各種障礙物，期間可以收集道具來增加分數，在跌倒不超過4次，並於限時內登上偵探社的車子為之完成遊戲。
本作設有單人遊玩模式以及兩人協力模式，不同的版本所用的配音語言也會不同，中文版則以粵語作為角色配音，為首隻粵語配音的PlayStation遊戲，所有版本的主題曲都是粵語，由日籍華裔饒舌歌手日華主唱。

## 連結
- （繁體中文）PlayStation.com (Asia)香港遊戲介紹網頁（页面存档备份，存于）
- （日語）SCE日本遊戲介紹網頁（页面存档备份，存于）